# Яблоновка (Саратовская область)
Яблоновка — село в Ровенском районе Саратовской области России, в составе Приволжского муниципального образования.
Основано как немецкая колония Лауве в 1767 году
Население — 1577 (2010)

## Название
Историческое название дано по фамилии первого старосты, также колония была известна под названием Шенфельд (дано вызывателем). Официальное русское название — Яблоновка.

## История
Основано в 1767 году. Основатели — 41 семья из Саксонии, Бранденбурга, Нюрнберга и Дармштадта. Вызывательская колония Леруа и Питета. Колония относилась к Тарлыцкому колонистскому округу (с 1881 года — Степновской волости) Новоузенского уезда Самарской губернии.
Евангелическо-католическое село. Евангелические приходы Куккус (с 1820), католический приход Прейс.
В 1774 году колония разграблена пугачёвцами.
К концу XIX века имелись лесопильный завод. мельница, пристань.
С 1918 года в составе Тарлыкской волости (с 1920 года — Тарлыкского района) Ровненского уезда Трудовой коммуны немцев Поволжья, с 1922 года — в составе Вольского (Куккусского) кантона (с 1927 по 1935 год — Зельманского) АССР немцев Поволжья.
В голод 1921 года в селе родилось 87, умерли 94 человек. В 1926 году в селе имелись сельсовет, сельскохозяйственое кредитное товарищество, начальная школа школа. В 1927 году селу Яблоновка Зельманского кантона официально присвоено название Лауве.
28 августа 1941 года был издан Указ Президиума ВС СССР о переселении немцев, проживающих в районах Поволжья. Немецкое население депортировано в Сибирь и Казахстан, село, как и другие населённые пункты Куккусского кантона было включено в состав Саратовской области. Название было заменено на Яблоновка.

## Физико-географическая характеристика
Село находится в Низком Заволжье, относящемся к Восточно-Европейской равнине, на восточном берегу Волгоградского водохранилища. Высота центра населённого пункта — 37 метров над уровнем моря. В окрестностях населённого пункта распространены каштановые и тёмно-каштановые почвы.
По автомобильным дорогам расстояние до административного центра сельского поселения села Приволжское — 7,8 км, до районного центра посёлка Ровное − 39 км, до областного центра города Саратова — 66 км, до ближайшего города Энгельс — 59 км. У села проходит региональная автодорога Р226 (Волгоград — Энгельс — Самара)
Климат
Климат умеренный континентальный (согласно классификации климатов Кёппена — Dfa). Многолетняя норма осадков — 403 мм. Наибольшее количество осадков выпадает в июле — 42 мм, наименьшее в марте — 22 мм. Среднегодовая температура положительная и составляет + 6,9 °С, средняя температура самого холодного месяца января −9,7 °С, самого жаркого месяца июля +22,9 °С.
Часовой пояс
Яблоновка, как и вся Саратовская область, находится в часовой зоне МСК+1. Смещение применяемого времени относительно UTC составляет +4:00.

## Население
Динамика численности населения
| 1767 | 1773 | 1788 | 1798 | 1816 | 1834 | 1850 | 1859 | 1889 | 1897 | 1904 | 1910 | 1920 | 1922 | 1926 | 1931 | 2002 |
| ---- | ---- | ---- | ---- | ---- | ---- | ---- | ---- | ---- | ---- | ---- | ---- | ---- | ---- | ---- | ---- | ---- |
| 169  | 150  | 165  | 244  | 540  | 600  | 927  | 1103 | 1548 | 1695 | 2412 | 2588 | 1968 | 1730 | 1639 | 1850 | 464  |

| 2002 | 2010 |
| ---- | ---- |
| 462  | ↗476 |